# Alfonso Postigo Armendariz

Alfonso Postigo Armendariz (Bilbao, 24 de septiembre de 1970) es un deportista español que compite en ciclismo adaptado en la categoría C5 con los colores de la Fundación Saiatu y es habitual de la Selección Vasca de Ciclismo - 

En el año 1992 sufre un accidente de trabajo que le cuesta la amputación de cuatro dedos de la mano izquierda y tres de la mano derecha, de ahí que compita en la categoría C5 de ciclismo adaptado. En esta categoría se encuadran entre otros los deportistas con amputaciones únicas AE con o sin prótesis, sin agarre funcional o amputaciones únicas BE con uso de prótesis.

## Biografía deportiva
2020

Un año más comienza la temporada disputando el Campeonato de España de Ciclismo en pista formando parte de la Selección de Euskadi obteniendo el Subcampeonato de España en la modalidad de Velocidad por Equipos. Tras finalizar estos campeonatos decide retirarse del ciclismo en activo.
2019

Un año más comienza la temporada disputando el Campeonato de España de Ciclismo en pista formando parte de la Selección de Euskadi obteniendo el Subcampeonato de España en la modalidad de Velocidad por Equipos y una medalla de bronce en scratch.
En el mes de marzo, comienza su participación en Copa de España de Ciclismo Adaptado en la localidad de Tomelloso (Ciudad real) obteniendo un 7º puesto individualmente y un 3º puesto por equipos. Dos semanas más tarde participa en la Extremadura European Paracycling Cup obteniendo un 7º puesto en la prueba de ruta y un 3º puesto en la prueba de Contrarreloj. Además consigue por equipos un 3º puesto en la ruta y un 2º puesto en la contrarreloj.
Durante el mes de abril participa en la Copa de España de Ciclismo Adaptado que se celebra en la localidad de Cuevas del Almanzora obteniendo un 5º puesto en la prueba de ruta y un 2º puesto en la prueba contrarreloj.
Para terminar la temporada participa en la Copa de España y los Campeonatos de Euskadi que se celebran en Trapagaran consiguiendo un 5º puesto en la Copa de España y proclamándose campeón de Euskadi tanto de ruta como de contrarreloj.
2018

Como suele ser habitual comienza la temporada disputando el Campeonato de España de Ciclismo en pista formando parte de la Selección de Euskadi obteniendo el Subcampeonato de España en la modalidad de Velocidad por Equipos, un 5º puestos en la modalidad de Persecución Individual, un 4º scratch y un 7º puesto en la prueba del kilómetro.

En abril comienza su participación en Copa de España de Ciclismo Adaptado en las localidades de Tomelloso (Ciudad real) y Arcas (Cuenca) obteniendo un 6º y 4º puesto respectivamente de forma individual y dos 3º puestos por equipos. Este mismo mes disputa otra prueba de Copa de España de Ciclismo Adaptado en la localidad de Torre Pacheco (Murcia) obteniendo un 8º puesto. 
Participa en la prueba de copa de España de los Corrales de Buelna en Cantabria obteniendo la 5ª posición en solitario y la 2ª por equipos. Después participa en el Campeonato de España de crono y ruta obteniendo la 9ª posición en ambas modalidades. Esta misma posición sería la obtenida en la prueba de Copa de España celebrada en el Circuito Ricardo Tormo en la ciudad de Valencia.
Tras el parón veraniego participa en el Criterium de Zarauz y el Campeonato de Euskadi en las pruebas de Contrarreloj y ruta obteniendo un 2º y 4º puesto respectivamente en el Criterium mientras que en el Campeonato de Euskadi consiguió alzarse con el primer puesto en ambas modalidades.

Para finalizar la temporada participa en la última prueba de la Copa de España de Ciclismo Adaptado celebrada en las localidad de Badajoz consiguiendo un 6º puesto y consiguiendo alzarse por segundo año consecutivo con la 3ª posición de la General final de la Copa de España de Ciclismo Adaptado.

2017

Este año comienza la temporada participando en la primera prueba de la Copa de España de Ciclismo Adaptado celebrada en la localidad de Tomelloso (Ciudad Real) obteniendo el 8º puesto.

Como segunda prueba, participa en el Campeonato de España de Ciclismo en pista, formando parte de la selección de Euskadi, obteniendo el campeonato de España en la modalidad de Velocidad por Equipos y los subcampeonatos en las modalidades de Persecución Individual, kilómetro y scratch.

Después participa en la segunda prueba de la Copa de España de Ciclismo Adaptado celebrada en el Circuito de Jerez en la localidad de Jerez de la Frontera.

De nuevo, participando con la selección de Euskadi toma parte en el Campeonato de España de Contrarreloj y Ciclismo en ruta celebrados en Cártama y  Alhaurín de la Torre (Málaga) respectivamente.

Participa en la tercera prueba de la Copa de España de Ciclismo Adaptado en la Ciudad de Lorca (Murcia) obteniendo el 4º puesto.

De nuevo participa en otra prueba internacional perteneciente a la Copa del Mundo de ciclismo adaptado celebrada en Emmen (Países Bajos), siendo el primer español clasificado tanto en la prueba de contrarreloj como en la Ciclismo en ruta. Después participa en el criterium
de Zarauz, valedero para el campeonato de Euskadi consiguiendo proclamarse de nuevo Campeón de Euskadi y tercer clasificado en el criterium.

Para finalizar la temporada participa en las dos últimas pruebas de la Copa de España de Ciclismo Adaptado celebradas en las localidades de Puerto de Mazarrón y Águilas (Murcia) consiguiendo alzarse finalmente con la 3ª posición de la General final de la Copa de España de Ciclismo Adaptado.
2016

De nuevo este año comienza la temporada participando en el Campeonato de España de Ciclismo en pista, formando parte de la selección de Euskadi, revalidando su título de Campeón de España en la modalidad de Persecución Individual y además consigue otras dos medalla de bronce, una en la pruebas de velocidad por equipos y otra en el scratch.

Con los colores de la Fundación Saiatu participa llevándose el triunfo en los Critériums Ciudad de Murcia, Andoáin y Zarauz. Además en estos dos últimos Critériums se proclama también Campeón de Euskadi en las modalidades de contrarreloj y Ciclismo en ruta.

De nuevo participa en una prueba internacional perteneciente a la Copa del Mundo de ciclismo adaptado, esta vez en Ostende (Bélgica) siendo el primer español clasificado en la prueba de contrarreloj y retirándose en la prueba de Ciclismo en ruta debido a una caída. 

De nuevo, participando con la selección de Euskadi toma parte en el Campeonato de España de Contrarreloj y Ciclismo en ruta celebrado en Estepona (Málaga).

Finaliza la temporada con la participación en la prueba de la Copa del Mundo celebrada en Mungia (País Vasco), aunque solamente participa en la prueba de ruta por estar cubierto el cupo máximo en la prueba de contrarreloj celebrada en Vitoria.
2015

En este año debuta en el Ciclismo en pista y participa formando parte de la selección de Euskadi en sus primeros Campeonatos de España de esta modalidad obteniendo 2 oros, uno de ellos en la modalidad de persecución individual y el otro en velocidad por equipos junto a Oskar Garro y Amador Granados.

Nuevamente y por segundo año consecutivo participa formando parte de la selección de Euskadi en el Campeonato de España de Contrarreloj y Ciclismo en ruta celebrados, de nuevo, en Ciudad Real.

Ya con los colores de la Fundación Saiatu participa de nuevo en pruebas internacionales, concretamente en dos pruebas de la Copa del Mundo de ciclismo adaptado celebradas en Maniago (Italia) e Yverdon-les-Bains (Suiza) clasificándose en ambas pruebas en el Top 20 y finaliza la temporada al igual que el año anterior participando en la prueba internacional celebrado en el País Vasco, la XIX Bizkaiko Paracycling Bira, compuesta por tres etapas celebradas en Bilbao, Elorrio y Mungia clasificándose en la 7º posición de la general final.
Este año no participa en los campeonatos de Euskadi de contrarreloj y Ciclismo en ruta por cambiarse la fecha al mes de septiembre.
2014

Este es el año de su debut en el ciclismo adaptado.

La primera participación es en la Contrarreloj inaugural de la vuelta a Vizcaya máster , de ciclismo normalizado. Después participa con la Selección de Euskadi en el Campeonato de España de Contrarreloj y Ciclismo en ruta celebrado en Ciudad Real.

Para finalizar la temporada participa, ya con los colores de la Fundación Saiatu, en el Campeonato de Euskadi de Contrarreloj y ruta celebrados en las localidades de Andoáin y Zarauz respectivamente obteniendo el subcampeonato en ambas modalidades. Además participa en su primera prueba internacional, la XVIII Bizkaiko Paracycling Bira, compuesta por tres etapas celebradas en Mungia, Elorrio y La Arboleda.

## Títulos
- Campeonato de Euskadi Contrarreloj  (2019)

- Campeonato de Euskadi Ruta   (2019)

- Campeonato de Euskadi Contrarreloj  (2018)

- Campeonato de Euskadi Ruta   (2018)

- Campeonato de España Velocidad por Equipos   (2017)

- Campeonato de Euskadi Contrarreloj  (2017)

- Campeonato de Euskadi Ruta   (2017)

- Campeonato de España Persecución Individual  ] (2016)

- Criterium Ciudad de Murcia 2016 

- Criterium de Andoáin 2016 

- Criterium de Zarauz 2016 

- Campeonato de Euskadi Ruta   (2016)

- Campeonato de Euskadi Contrarreloj  (2016)

- Campeonato de España Persecución Individual  (2015)

- Campeonato de España Velocidad por Equipos  (2015)

## Medallero
| Tipo              | 2014 | 2015 | 2016 | 2017 | 2018 | 2019 | 2020 |
| ----------------- | ---- | ---- | ---- | ---- | ---- | ---- | ---- |
| Medalla de Oro    | -    | 2    | 6    | 3    | 2    | 2    | -    |
| Medalla de Plata  | 2    | -    | -    | 3    | 3    | 3    | 1    |
| Medalla de bronce | -    | -    | 2    | 4    | 4    | 5    | -    |

## Palmarés
2020
| Año  | Lugar de la Competición | Nombre de la Competición      | Posición     | Modalidad              |
| ---- | ----------------------- | ----------------------------- | ------------ | ---------------------- |
| 2020 | Galapagar - Madrid      | Campeonato de España en Pista | Subcampeón   | Velocidad por Equipos  |
| 2020 | Galapagar - Madrid      | Campeonato de España en Pista | 6.ª posición | Persecución individual |

2019
| Año  | Lugar de la Competición        | Nombre de la Competición                    | Posición                 | Modalidad               |
| ---- | ------------------------------ | ------------------------------------------- | ------------------------ | ----------------------- |
| 2019 | Trapagaran - Vizcaya           | Campeonato de Euskadi                       | Campeón                  | Contrarreloj individual |
| 2019 | Trapagaran - Vizcaya           | Campeonato de Euskadi                       | Campeón                  | Ruta                    |
| 2019 | Trapagaran - Vizcaya           | Memorial Eusebio Gonzalez Ortuondo "HIERRO" | 3.ª posición             | Contrarreloj            |
| 2019 | Trapagaran - Vizcaya           | Copa de España de Ciclismo Adaptado         | 5.ª posición             | Ruta                    |
| 2019 | Cuevas del Almanzora - Almería | Copa de España de Ciclismo Adaptado         | 5.ª posición             | Ruta                    |
| 2019 | Cuevas del Almanzora - Almería | Copa de España de Ciclismo Adaptado         | 2.ª posición             | Contrarreloj            |
| 2019 | Cáceres - Cáceres              | Copa de Europa de Ciclismo Adaptado         | 3.ª posición             | Contrarreloj            |
| 2019 | Cáceres - Cáceres              | Copa de Europa de Ciclismo Adaptado         | 2.ª posición por equipos | Contrarreloj            |
| 2019 | Casar de Cáceres - Cáceres     | Copa de Europa de Ciclismo Adaptado         | 7.ª posición             | Ruta                    |
| 2019 | Casar de Cáceres - Cáceres     | Copa de Europa de Ciclismo Adaptado         | 3.ª posición por equipos | Ruta                    |
| 2019 | Tomelloso - Ciudad Real        | Copa de España de Ciclismo Adaptado         | 3.ª posición por equipos | Ruta                    |
| 2019 | Tomelloso - Ciudad Real        | Copa de España de Ciclismo Adaptado         | 7.ª posición             | Ruta                    |
| 2019 | Galapagar - Madrid             | Campeonato de España en Pista               | 5.ª posición             | Persecución Individual  |
| 2019 | Galapagar - Madrid             | Campeonato de España en Pista               | Subcampeón               | Velocidad por Equipos   |
| 2019 | Galapagar - Madrid             | Campeonato de España en Pista               | 6.ª posición             | Kilómetro               |
| 2019 | Galapagar - Madrid             | Campeonato de España en Pista               | 3.ª posición             | Scratch                 |

2018
| Año  | Lugar de la Competición            | Nombre de la Competición             | Posición                 | Modalidad               |
| ---- | ---------------------------------- | ------------------------------------ | ------------------------ | ----------------------- |
| 2018 | Varios                             | Clasificación General Copa de España | 3.ª posición             | Clasificación General   |
| 2018 | Badajoz - Badajoz                  | Copa de España de Ciclismo Adaptado  | 3.ª posición             | Ruta                    |
| 2018 | Zarauz - Guipúzcoa                 | Critérium de Zarauz                  | 2.ª posición             | Contra-reloj individual |
| 2018 | Zarauz - Guipúzcoa                 | Critérium de Zarauz                  | 4.ª posición             | Línea                   |
| 2018 | Zarauz - Guipúzcoa                 | Campeonato de Euskadi                | Campeón                  | Contrarreloj individual |
| 2018 | Zarauz - Guipúzcoa                 | Campeonato de Euskadi                | Campeón                  | Ruta                    |
| 2018 | Circuito Ricardo Tormo - Valencia  | Campeonato de España                 | 9.ª posición             | Ruta                    |
| 2018 | Villadiego - Burgos                | Campeonato de España                 | 9.ª posición             | Ruta                    |
| 2018 | Villadiego - Burgos                | Campeonato de España                 | 9.ª posición             | Contra-reloj individual |
| 2018 | Los Corrales de Buelna - Cantabria | Copa de España de Ciclismo Adaptado  | 2.ª posición por equipos | Ruta                    |
| 2018 | Los Corrales de Buelna - Cantabria | Copa de España de Ciclismo Adaptado  | 5.ª posición             | Ruta                    |
| 2018 | Torre Pacheco - Murcia             | Copa de España de Ciclismo Adaptado  | 8.ª posición             | Ruta                    |
| 2018 | Arcas - Cuenca                     | Copa de España de Ciclismo Adaptado  | 3.ª posición por equipos | Contrarreloj            |
| 2018 | Arcas - Cuenca                     | Copa de España de Ciclismo Adaptado  | 4.ª posición             | Contrarreloj            |
| 2018 | Tomelloso - Ciudad Real            | Copa de España de Ciclismo Adaptado  | 3.ª posición por equipos | Ruta                    |
| 2018 | Tomelloso - Ciudad Real            | Copa de España de Ciclismo Adaptado  | 6.ª posición             | Ruta                    |
| 2018 | Galapagar - Madrid                 | Campeonato de España en Pista        | 5.ª posición             | Persecución Individual  |
| 2018 | Galapagar - Madrid                 | Campeonato de España en Pista        | Subcampeón               | Velocidad por Equipos   |
| 2018 | Galapagar - Madrid                 | Campeonato de España en Pista        | 7.ª posición             | Kilómetro               |
| 2018 | Galapagar - Madrid                 | Campeonato de España en Pista        | 4.ª posición             | Scratch                 |

2017
| Año  | Lugar de la Competición       | Nombre de la Competición             | Posición      | Modalidad               |
| ---- | ----------------------------- | ------------------------------------ | ------------- | ----------------------- |
| 2017 | Varios                        | Clasificación General Copa de España | 3.ª posición  | Clasificación General   |
| 2017 | Águilas - Murcia              | Copa de España de Ciclismo Adaptado  | 3.ª posición  | Ruta                    |
| 2017 | Puerto de Mazarrón - Murcia   | Copa de España de Ciclismo Adaptado  | 4.ª posición  | Ruta                    |
| 2017 | Zarauz - Guipúzcoa            | Critérium de Zarauz                  | 3.ª posición  | Contra-reloj individual |
| 2017 | Zarauz - Guipúzcoa            | Critérium de Zarauz                  | 3.ª posición  | Línea                   |
| 2017 | Zarauz - Guipúzcoa            | Campeonato de Euskadi                | Campeón       | Contrarreloj individual |
| 2017 | Zarauz - Guipúzcoa            | Campeonato de Euskadi                | Campeón       | Ruta                    |
| 2017 | Emmen - Países Bajos          | Copa del Mundo                       | 14.ª posición | Contra-reloj individual |
| 2017 | Emmen - Países Bajos          | Copa del Mundo                       | 15.ª posición | Ruta                    |
| 2017 | Lorca - Murcia                | Copa de España de Ciclismo Adaptado  | 5.ª posición  | Critérium               |
| 2017 | Alhaurín de la Torre - Málaga | Campeonato de España                 | 4.ª posición  | Ruta                    |
| 2017 | Cártama - Málaga              | Campeonato de España                 | 8.ª posición  | Contrarreloj individual |
| 2017 | Jerez de la Frontera - Cádiz  | Copa de España de Ciclismo Adaptado  | 4.ª posición  | Ruta                    |
| 2017 | Tafalla - Navarra             | Campeonato de España en Pista        | Campeón       | Velocidad por Equipos   |
| 2017 | Tafalla - Navarra             | Campeonato de España en Pista        | Subcampeón    | Kilómetro               |
| 2017 | Tafalla - Navarra             | Campeonato de España en Pista        | Subcampeón    | Persecución Individual  |
| 2017 | Tafalla - Navarra             | Campeonato de España en Pista        | Subcampeón    | Scratch                 |
| 2017 | Tomelloso - Ciudad Real       | Copa de España de Ciclismo Adaptado  | 8.ª posición  | Ruta                    |

2016
| Año  | Lugar de la Competición | Nombre de la Competición      | Posición           | Modalidad               |
| ---- | ----------------------- | ----------------------------- | ------------------ | ----------------------- |
| 2016 | Galapagar - Madrid      | Campeonato de España en Pista | Campeón            | Persecución Individual  |
| 2016 | Galapagar - Madrid      | Campeonato de España en Pista | 3.ª posición       | Velocidad por Equipos   |
| 2016 | Galapagar - Madrid      | Campeonato de España en Pista | 5.ª posición       | Kilómetro               |
| 2016 | Galapagar - Madrid      | Campeonato de España en Pista | 3.ª posición       | Scratch                 |
| 2016 | Murcia                  | Critérium Ciudad de Murcia    | 1.ª posición       | Critérium               |
| 2016 | Andoáin - Guipúzcoa     | Critérium de Andoáin          | 1.ª posición       | Contra-reloj individual |
| 2016 | Zarauz - Guipúzcoa      | Critérium de Zarauz           | 1.ª posición       | Línea                   |
| 2016 | Andoáin - Guipúzcoa     | Campeonato de Euskadi         | Campeón            | Contra-reloj individual |
| 2016 | Zarauz - Guipúzcoa      | Campeonato de Euskadi         | Campeón            | Línea                   |
| 2016 | Ostende - Bélgica       | Copa del Mundo                | 15.ª posición      | Contrarreloj individual |
| 2016 | Ostende - Bélgica       | Copa del Mundo.               | Abandono por caída | Línea                   |
| 2016 | Estepona - Málaga       | Campeonato de España          | 6.ª posición       | Contra-reloj individual |
| 2016 | Estepona - Málaga       | Campeonato de España          | 6.ª posición       | Línea                   |
| 2016 | Mungia - Vizcaya        | Copa del Mundo                | 18.ª posición      | Línea                   |

2015
| Año  | Lugar de la Competición   | Nombre de la Competición      | Posición      | Modalidad               |
| ---- | ------------------------- | ----------------------------- | ------------- | ----------------------- |
| 2015 | Galapagar - Madrid        | Campeonato de España en Pista | Campeón       | Persecución Individual  |
| 2015 | Galapagar - Madrid        | Campeonato de España en Pista | Campeón       | Velocidad por Equipos   |
| 2015 | Galapagar - Madrid        | Campeonato de España en Pista | 4.ª posición  | Kilómetro               |
| 2015 | Ciudad Real               | Campeonato de España          | 5.ª posición  | Contrarreloj individual |
| 2015 | Ciudad Real               | Campeonato de España          | 6.ª posición  | Línea                   |
| 2015 | Maniago - Italia          | Copa del Mundo                | 13.ª posición | Contra-reloj individual |
| 2015 | Maniago - Italia          | Copa del Mundo                | 18.ª posición | Línea                   |
| 2015 | Yverdon-les-Bains - Suiza | Copa del Mundo                | 18.ª posición | Contra-reloj individual |
| 2015 | Yverdon-les-Bains - Suiza | Copa del Mundo                | 19.ª posición | Línea                   |
| 2015 | Bilbao                    | XIX Paracycling Bizkaiko Bira | 7.ª posición  | Cronoescalada           |
| 2015 | Elorrio - Vizcaya         | XIX Paracycling Bizkaiko Bira | 8.ª posición  | Línea                   |
| 2015 | Mungia - Vizcaya          | XIX Paracycling Bizkaiko Bira | 4.ª posición  | Contra-reloj individual |

2014
| Año  | Lugar de la Competición | Nombre de la Competición                | Posición       | Modalidad               |
| ---- | ----------------------- | --------------------------------------- | -------------- | ----------------------- |
| 2014 | Aranguren (Vizcaya)     | Cto. de CRI de Euskadi y Vizcaya Máster | 114.ª posición | Contra-reloj individual |
| 2014 | Ciudad Real             | Campeonato de España                    | 4.ª posición   | Contra-reloj individual |
| 2014 | Ciudad Real             | Campeonato de España                    | 7.ª posición   | Línea                   |
| 2014 | Andoáin - Guipúzcoa     | Campeonato de Euskadi                   | Subcampeón     | Contra-reloj individual |
| 2014 | Zarauz - Guipúzcoa      | Campeonato de Euskadi                   | Subcampeón     | Línea                   |
| 2014 | Mungia - Vizcaya        | XVIII Paracycling Bizkaiko Bira         | 8.ª posición   | Contra-reloj individual |
| 2014 | La Arboleda - Vizcaya   | XVIII Paracycling Bizkaiko Bira         | 7.ª posición   | Cronoescalada           |
| 2014 | Elorrio - Vizcaya       | XVIII Paracycling Bizkaiko Bira         | Abandono       | Línea                   |

## Reconocimientos
Deportista destacado Galdácano año 2014 

Txupinero fiestas de Galdácano 2017 por elección popular.